# Шауб, Луис
Луис Шауб (нем. Louis Schaub; род. 29 декабря 1994[…], Фульда) — австрийский футболист, нападающий клуба «Рапид (Вена)». Выступал в сборной Австрии.
Луис родился в семье немца и австрийки. Его отец Фред — также был профессиональным футболистом. Младшая сестра Луиса, Кьяра тоже занимается футболом.

## Клубная карьера

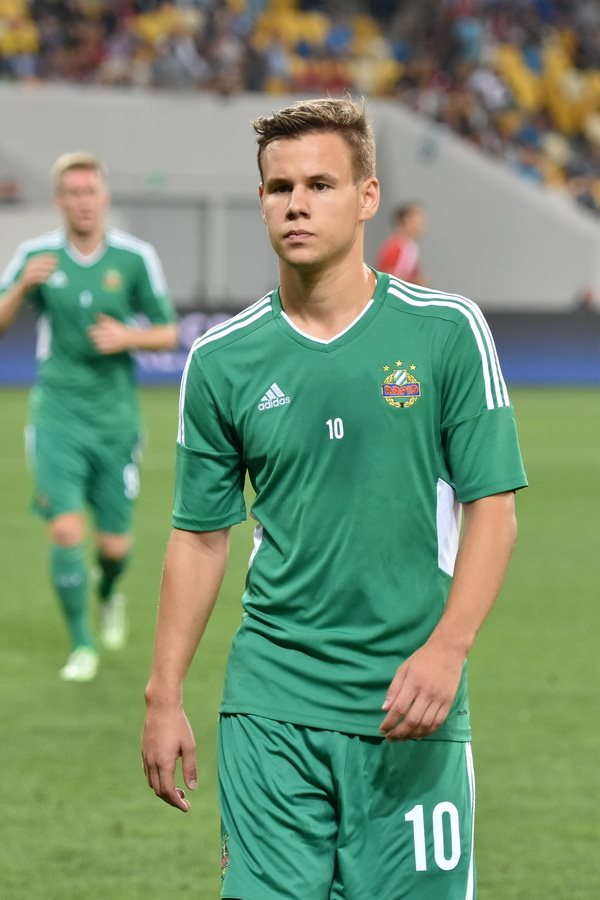
Шауб в составе «Рапида»

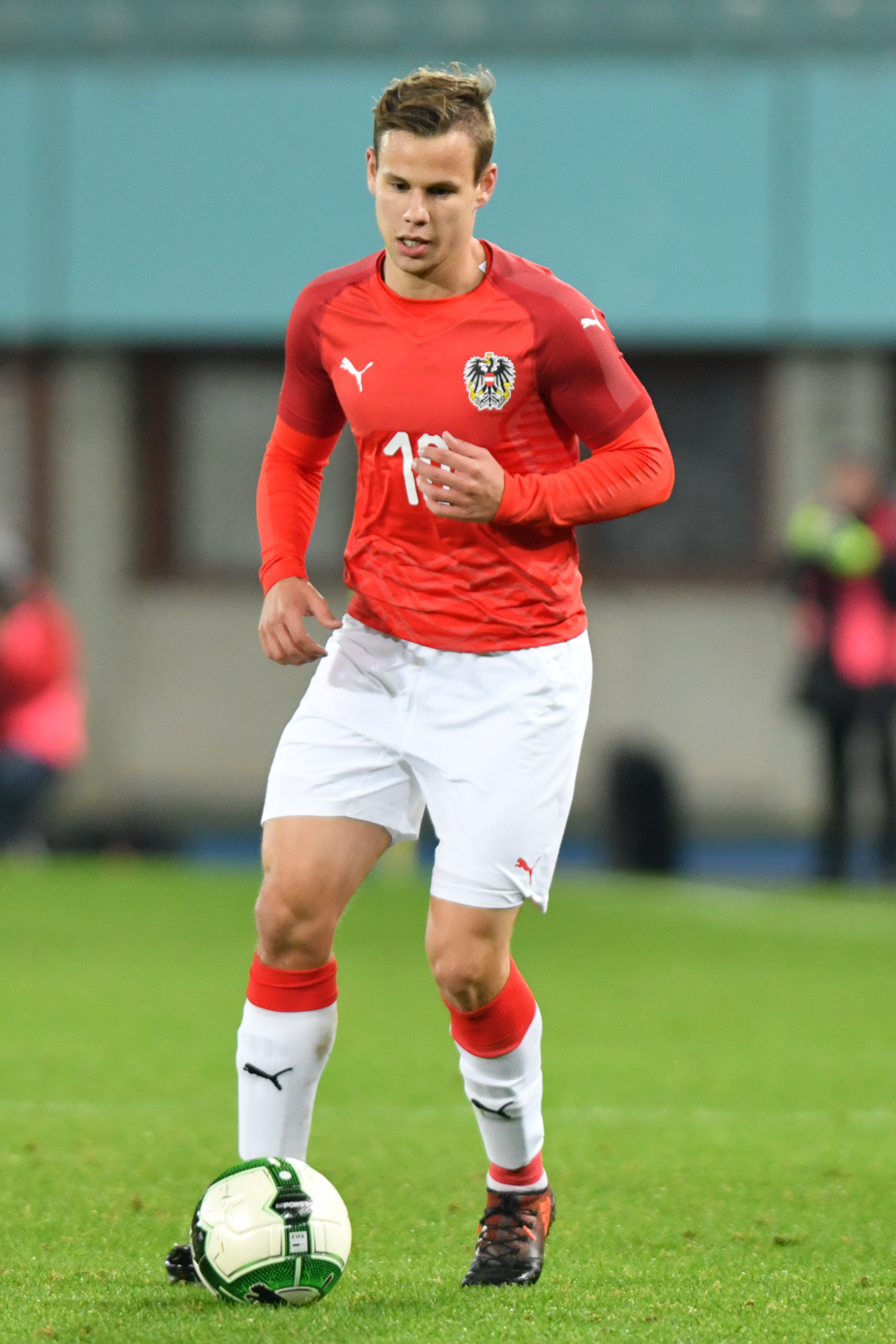
Шауб в составе сборной Австрии

Шауб — воспитанник клуба «Рапид» Вена. 18 августа в матче против «Штурма» он дебютировал в австрийской Бундеслиге. 26 мая 2013 года в поединке против «Рида» Луис сделал «дубль», забив свои первые голы за столичную команду. Дважды он помогал «Рапиду» занимать второе место в чемпионате.
Летом 2015 года в матчах квалификации Лиги чемпионов против амстердамского «Аякса» и донецкого «Шахтера» Шауб забил три гола.
В 2016 году в квалификации Лиги Европы против словацкого «Тренчина» Луис сделал хет-трик. 20 октября в поединке Лиги Европы против итальянского «Сассуоло» он забил гол.
16 мая 2018 года Шауб подписал 4-летний контракт с немецким «Кельном». Сумма трансфера составила 3,5 млн. евро. 4 августа в матче против «Бохума» он дебютировал во Второй Бундеслиге. 21 сентября в поединке против «Зандхаузена» Луис забил свой первый гол за «Кёльн».

## Международная карьера
6 октября 2016 года в отборочном матче чемпионата мира 2018 против сборной Уэльса Шауб дебютировал за сборную Австрии, заменив во втором тайме Марко Арнаутовича. 5 сентября 2017 года в отборочном матче чемпионата мира 2018 против сборной Грузии Луис забил свой первый гол за национальную команду.

### Голы за сборную Австрии
| #   | Дата            | Место                                | Противник  | Счёт | Результат | Соревнование                     |
| --- | --------------- | ------------------------------------ | ---------- | ---- | --------- | -------------------------------- |
| 01. | 5 сентября 2007 | Эрнст Хаппель, Вена, Австрия         | Грузия     | 1:1  | 1:1       | Чемпионат мира 2018 квалификация |
| 02. | 6 октября 2017  | Эрнст Хаппель, Вена, Австрия         | Сербия     | 3:2  | 3:2       | Чемпионат мира 2018 квалификация |
| 03. | 9 октября 2017  | Зимбру, Кишинёв, Молдавия            | Молдавия   | 0:1  | 0:1       | Чемпионат мира 2018 квалификация |
| 04. | 14 ноября 2017  | Эрнст Хаппель, Вена, Австрия         | Уругвай    | 2:1  | 2:1       | Товарищеский матч                |
| 05. | 27 марта 2018   | Жози Бартель, Люксембург, Люксембург | Люксембург | 0:4  | 0:4       | Товарищеский матч                |

| №  | Дата             | Оппонент             | Счёт | Голы | Пасы | Карточки | Минуты | Соревнование             |
| -- | ---------------- | -------------------- | ---- | ---- | ---- | -------- | ------ | ------------------------ |
| 1  | 6 октября 2016   | Уэльс                | 2:2  | —    | —    | —        | 3'     | Отбор ЧМ-2018 (группа D) |
| 2  | 12 ноября 2016   | Ирландия             | 0:1  | —    | —    | —        | 33'    | Отбор ЧМ-2018 (группа D) |
| 3  | 5 сентября 2017  | Грузия               | 1:1  | 43′  | —    | —        | 52'    | Отбор ЧМ-2018 (группа D) |
| 4  | 6 октября 2017   | Сербия               | 3:2  | 89′  | —    | —        | 29'    | Отбор ЧМ-2018 (группа D) |
| 5  | 9 октября 2017   | Молдова              | 1:0  | 69′  | —    | —        | 90'    | Отбор ЧМ-2018 (группа D) |
| 6  | 14 ноября 2017   | Уругвай              | 2:1  | 87′  | —    | —        | 31'    | Товарищеский матч        |
| 7  | 23 марта 2018    | Словения             | 3:0  | —    | —    | —        | 4'     | Товарищеский матч        |
| 8  | 27 марта 2018    | Люксембург           | 4:0  | 84′  | —    | —        | 28'    | Товарищеский матч        |
| 9  | 30 мая 2018      | Россия               | 1:0  | —    | —    | —        | 45'    | Товарищеский матч        |
| 10 | 11 сентября 2018 | Босния и Герцеговина | 0:1  | —    | —    | —        | 4'     | Лига наций 18/19 (В)     |
| 11 | 16 октября 2018  | Дания                | 0:2  | —    | —    | —        | 78'    | Товарищеский матч        |
| 12 | 10 июня 2019     | Македония            | 4:1  | —    | —    | —        | 1'     | Отбор ЧЕ-2020 (группа G) |
| 13 | 10 октября 2019  | Израиль              | 3:1  | —    | —    | —        | 31'    | Отбор ЧЕ-2020 (группа G) |

Итого: сыграно матчей: 13 / забито голов: 5; победы: 8, ничьи: 2, поражения: 3.

## Достижения
«Кёльн»
- Победитель Второй Бундеслиги: 2018/2019